# Puente de Rossgraben
El puente de Rossgraben (nombre original en alemán: Rossgrabenbrücke) es una estructura vial y peatonal que cruza sobre el arroyo Schwarzwasser. Está ubicado en la comuna de Rüeggisberg, perteneciente al cantón de Berna (Suiza). Inaugurado en 1932 (dos años después de concluirse el puente de Salginatobel, con el que guarda un gran parecido), fue proyectado y construido por el ingeniero suizo Robert Maillart, pionero en el empleo del hormigón armado en los arcos triarticulados.

## Historia
Proyectado y construido en 1932 por el ingeniero suizo Robert Maillart, su diseño en forma de arco triarticulado con una variación de canto muy acusada supone una simplificación del puente de Salginatobel. Como la mayoría de sus puentes, forma parte de una carretera de montaña, de forma que su plataforma cuenta con un único carril. Con posterioridad, comparando ambos puentes, se ha cuestionado la viabilidad de adecuar estructuras tan similares a entornos tan diferentes con resultados estéticos siempre satisfactorios.

## Datos técnicos
El puente de Rossgraben es un único arco triarticulado de hormigón armado, cuyo tablero que da apoyado sobre tres tabiques verticales en cada uno de los arranques, mientras que en el centro de la estructura es solidario con el arco. El tablero cuenta con un único carril de 4 m de anchura.